# Paradigme robotique
 (mars 2025).
Un paradigme robotique est un modèle mental décrivant le fonctionnement d'un robot. Il peut être défini par la relation entre les trois plans de la robotique : la perception, la planification et l'action. Il peut également être décrit par la manière dont les données sensorielles sont traitées et distribuées dans le système, ainsi que par l'endroit où les décisions sont prises.

## Paradigme hiérarchique/délibératif
- Le robot fonctionne de manière descendante (« top-down »), en privilégiant fortement la planification.
- Le robot perçoit son environnement, planifie l'action suivante puis agit ; à chaque étape, le robot planifie explicitement le prochain mouvement.
- Toutes les données sensorielles tendent à être regroupées dans un modèle global unique du monde.

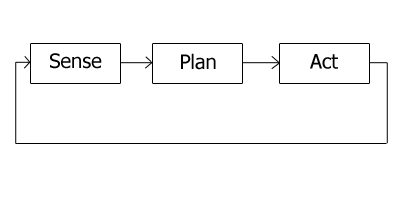
Schéma du paradigme hiérarchique.

## Paradigme réactif
- Organisation de type perception-action.
- Le robot possède plusieurs instances couplant perception et action.
- Ces couplages sont des processus concurrents appelés comportements, qui prennent les données sensorielles locales et calculent la meilleure action à entreprendre indépendamment des autres processus.
- Le robot réalise une combinaison de comportements.

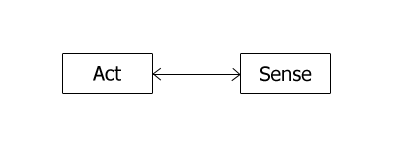
Schéma du paradigme réactif.

## Paradigme hybride délibératif/réactif
- Le robot planifie d'abord (délibère) comment décomposer au mieux une tâche en sous-tâches (également appelée « planification de mission »), puis quels comportements conviennent à l'accomplissement de chaque sous-tâche.
- Ensuite, les comportements s'exécutent selon le paradigme réactif.
- L'organisation sensorielle constitue également un mélange des approches hiérarchiques et réactives ; les données sensorielles sont acheminées vers chaque comportement nécessitant ce capteur, mais restent disponibles également pour le planificateur afin de construire un modèle global du monde orienté tâches.

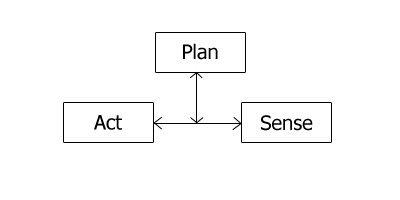
Schéma du paradigme hybride délibératif/réactif.